# Plínio José Luz da Silva
Plínio José Luz da Silva (ur. 18 października 1955 w Pacoti) – brazylijski duchowny rzymskokatolicki, od 2003 biskup Picos.

## Życiorys
Święcenia kapłańskie przyjął 16 grudnia 1984 i został inkardynowany do archidiecezji Fortaleza. Był m.in. proboszczem kilku parafii archidiecezji, wikariuszem biskupim dla regionu Serra, a także odpowiedzialnym za animację misyjną i media.

### Episkopat
13 czerwca 2001 papież Jan Paweł II mianował go biskupem pomocniczym Fortalezy i biskupem tytularnym Marazanae. Sakry biskupiej udzielił mu 24 sierpnia tegoż roku arcybiskup Fortalezy, José Antônio Aparecido Tosi Marques.
26 listopada 2003 został mianowany biskupem Picos.